# Laje (geografia)

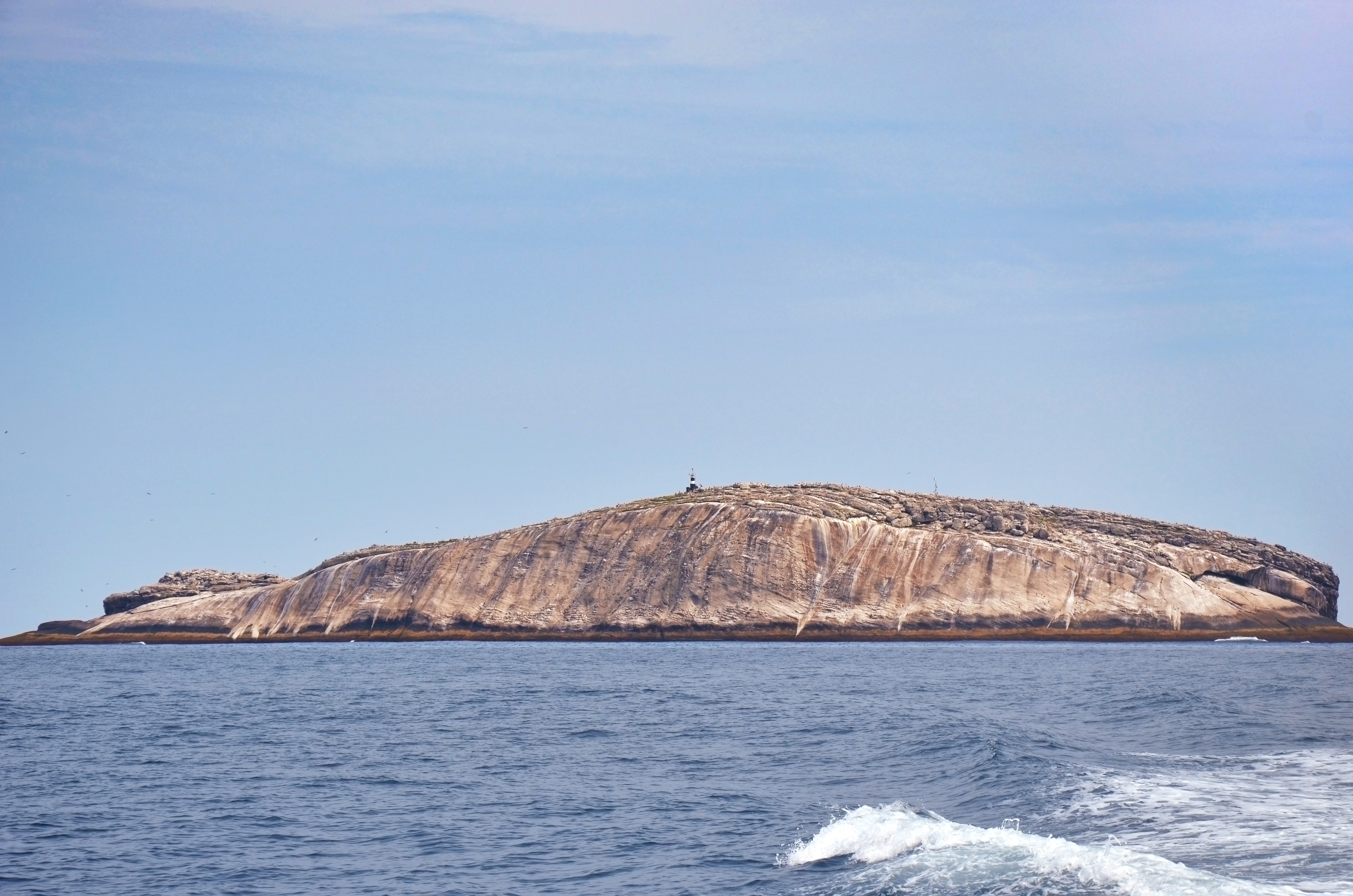
Laje de Santos, uma laje marinha do litoral de São Paulo.

Uma laje em geografia, oceanografia e náutica se refere a uma rocha ou rochedo que tem o formato achatado, semelhante ao formato plano.

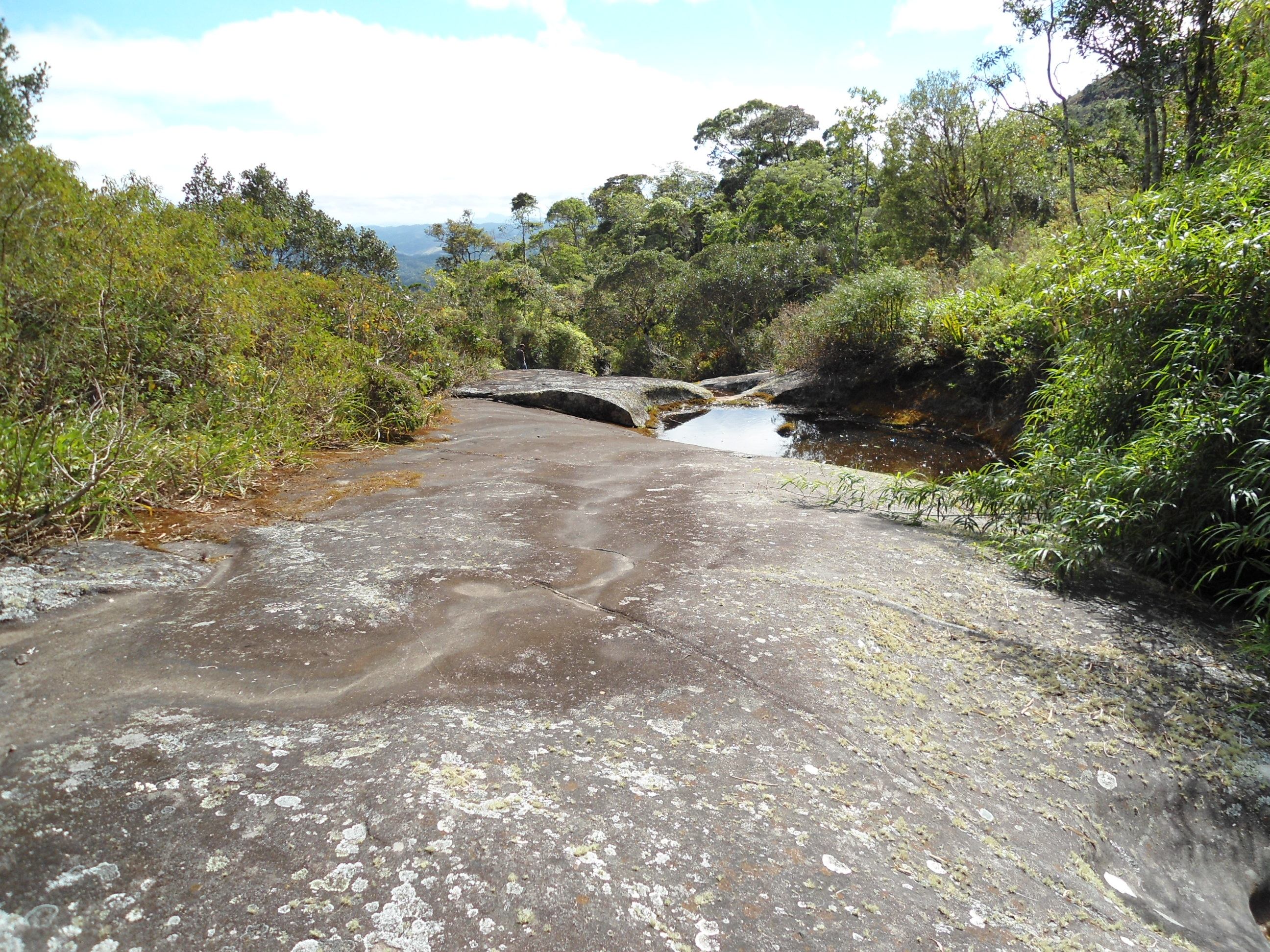
Laje no ambiente terrestre, comum em locais onde há curso de água, como cachoeiras ou riachos

Podem ter diferentes tamanhos e estar no ambiente terrestre ou aquático.

## Laje marinha
Lajes marinhas podem estar sempre acima do nível do mar ou estarem submersas de forma permanente ou temporária, dependendo da maré para aparecer acima do mar.
Geralmente são marcos geográficos perigosos para embarcações, devendo-se evitar a navegação nas suas imediações. Ao mesmo tempo, por serem rochas próximas da superfície do mar, atraem aves e peixes. Podem ter vários tamanhos, inclusive chegando a ser consideradas pequenas ilhas, como a Ilha da Laje e a Laje de Santos.